# Eumerus nigrostriatus
Eumerus nigrostriatus är en tvåvingeart som beskrevs av Lambeck 1973. Eumerus nigrostriatus ingår i släktet månblomflugor, och familjen blomflugor.
Artens utbredningsområde är Italien. Inga underarter finns listade i Catalogue of Life.